# Oscar Tshiebwe
Oscar Tshiebwe (Lubumbashi, 27 de noviembre de 1999) es un baloncestista de la República Democrática del Congo que pertenece a la plantilla de los Utah Jazz de la NBA, con un contrato dual que le permite jugar además en su filial de la G League, los Salt Lake City Stars. Con 2,03 metros de estatura, juega en la posición de pívot.

## Trayectoria deportiva

### Universidad

#### West Virginia

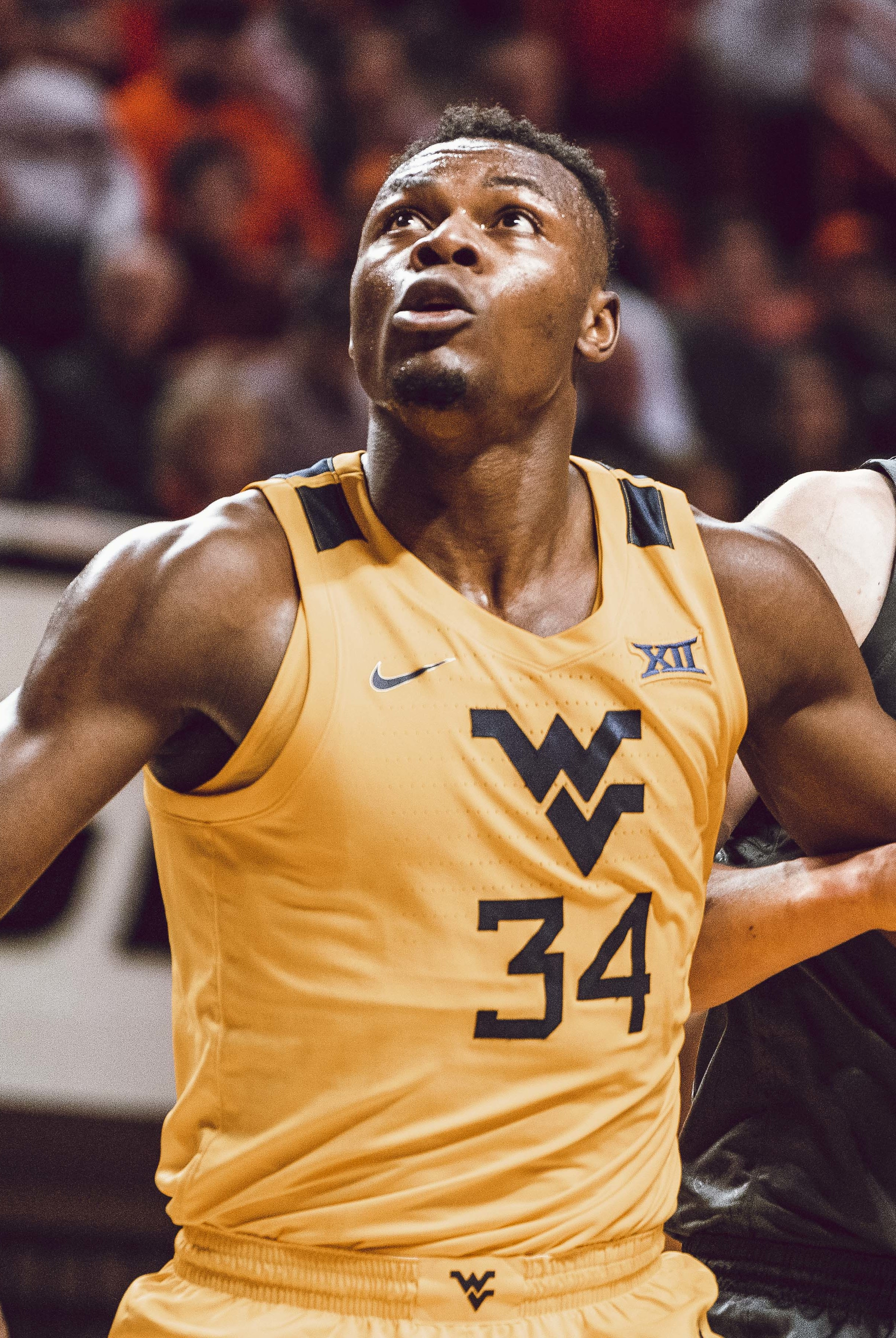
Tshiebwe con West Virginia en 2020

Jugó dos temporadas con los Mountaineers de la Universidad de Virginia Occidental, en las que promedió 10,6 puntos y 8,9 rebotes por partido. En su segundo partido en la universidad, Tshiebwe logró un doble-doble con 20 puntos y 17 rebotes ante Pittsburgh. Como resultado, fue nombrado debutante de la semana de la Big 12. Al término de la temporada regular fue incluido en el segundo equipo de la Big 12 y el mejor quinteto de novatos.
Como estudiante de segundo año promedió 8,5 puntos y 7,8 rebotes en diez partidos, antes de dejar West Virginia por motivos personales.

#### Kentucky
El 10 de enero de 2021 fue transferido a Kentucky, tras considerar Miami, NC State e Illinois. En su debut con los Wildcats, anotó 17 puntos y 20 rebotes en la derrota por 79–71 ante Duke. Acabó la temporada promediando 17,4 puntos y 15,2 rebotes por partido, siendo el máximo reboteador de toda la División I de la NCAA. Acaparó varios trofeos individuales, entre ellos el Premio Kareem Abdul-Jabbar, el Pete Newell Big Man Award, el Premio John R. Wooden, Jugador del Año de la NABC, Jugador del Año de la AP, Premio Sporting News al Baloncestista Universitario del Año, así como el de Jugador del Año de la SEC.
Su segunda temporada en Kentucky acabó con 16,5 puntos, 13,7 rebotes, 1,6 asistencias, 1,6 robos de balón y 1,0 tapones por partido, repitiendo como máximo reboteador de toda la División I de la NCAA. Fue incluido nuevamente en el mejor quinteto de la SEC y en el segundo equipo consensuado All-American.

#### Estadísticas
| Año     | Equipo        | PJ  | PT  | MPP  | %TC  | %3P  | %TL  | RPP  | APP | ROB | TPP | PPP  |
| ------- | ------------- | --- | --- | ---- | ---- | ---- | ---- | ---- | --- | --- | --- | ---- |
| 2019–20 | West Virginia | 31  | 31  | 23.2 | .552 | .000 | .708 | 9.3  | .4  | .7  | 1.0 | 11.2 |
| 2020–21 | West Virginia | 10  | 10  | 19.9 | .523 | .000 | .607 | 7.8  | .7  | .4  | .4  | 8.5  |
| 2021–22 | Kentucky      | 34  | 34  | 31.9 | .602 | .000 | .699 | 15.1 | 1.1 | 2.0 | 1.6 | 17.4 |
| 2022–23 | Kentucky      | 32  | 30  | 33.6 | .560 | .000 | .729 | 13.7 | 1.6 | 1.6 | 1.0 | 16.5 |
| Total   | Total         | 107 | 105 | 28.8 | .573 | .000 | .705 | 12.3 | 1.0 | 1.3 | 1.1 | 14.5 |

### Profesional
Tras no ser elegido en el Draft de la NBA de 2023, disputó la liga de verano de la NBA con los Indiana Pacers. El 3 de julio de 2023, firmó un contrato dual con los Pacers, dividiendo el tiempo con su filial de la NBA G League, los Indiana Mad Ants. Debutó en la NBA con el primer equipo, disputando seis minutos ante Milwaukee Bucks, el 13 de diciembre. Acabó la temporada con los Mad Ants promediando 16,2 puntos y 16 rebotes por partido, lo que le valió para ser elegido Rookie del Año de la NBA G League.
En agosto de 2024 firma un contrato dual con Utah Jazz.

## Estadísticas de su carrera en la NBA

### Temporada regular
| Año     | Equipo  | PJ | PT | MPP  | %TC  | %3P | %TL  | RPP | APP | ROB | TPP | PPP |
| ------- | ------- | -- | -- | ---- | ---- | --- | ---- | --- | --- | --- | --- | --- |
| 2023-24 | Indiana | 8  | 0  | 5.2  | .500 | —   | .750 | 2.0 | .3  | .3  | .1  | 3.3 |
| 2024-25 | Utah    | 14 | 1  | 18.2 | .600 | —   | .742 | 8.7 | .6  | .9  | .1  | 7.6 |
| Total   | Total   | 22 | 1  | 13.5 | .578 | —   | .744 | 6.3 | .5  | .7  | .1  | 6.0 |